# 1-氨基乙醇
1-氨基乙醇（英語：1-Aminoethanol）是一种有机化合物，化学式为CH3CH(NH2)OH。它被归类为烷醇胺。具体来说，它是2-氨基乙醇的结构异构体。这两种化合物的氨基位置不同。由于1-氨基乙醇的中心碳原子有四个不同的取代基，因此该化合物有两种立体异构体。与在商业中相当重要的2-氨基乙醇不同，1-氨基乙醇不会作为纯物质出现，主要具有理论意义。
1-氨基乙醇存在于乙醛和氨水的溶液中。
1-氨基乙醇被认为是丙氨酸合成的斯特雷克反应的中间体。

## 历史
1-氨基乙醇于1833年由德国化学家约翰·沃尔夫冈·德贝莱纳首先制备；其最简式最早由德国化学家尤斯图斯·冯·李比希于1835年确定。1-氨基乙醇的结构直到1877年仍未得到证实，当时德裔意大利化学家罗伯特·希夫证明其结构为 CH3CH(OH)NH2。